# Fărăgău (gmina)
Fărăgău – gmina w Rumunii, w okręgu Marusza. Obejmuje miejscowości Fărăgău, Fânațe, Hodaia, Onuca, Poarta i Tonciu. W 2011 roku liczyła 1683 mieszkańców.